# Comté de Grand Cape Mount
 (octobre 2024).
Si vous disposez d'ouvrages ou d'articles de référence ou si vous connaissez des sites web de qualité traitant du thème abordé ici, merci de compléter l'article en donnant les références utiles à sa vérifiabilité et en les liant à la section « Notes et références ».
Le comté de Grand Cape Mount est un comté du Liberia ayant Robertsport pour capitale. C'est le comté le plus occidental du Liberia.

## Géographie
Le comté de Grand Cape Mount se situe à l'ouest du pays. Il partage une frontière avec le Sierra Leone et possède un accès à l'océan Atlantique.

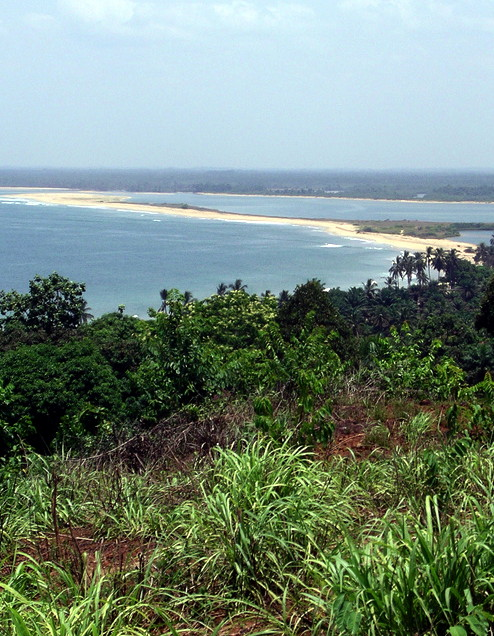
Une vue de Robertsport, la capitale du comté

## Districts
Le comté est divisé en 5 districts :
- District de Commonwealth
- District de Garwula
- District de Gola Konneh
- District de Porkpa
- District de Tewor